# Motore grafico per sparatutto in prima persona

Diagramma dei motori grafici per sparatutto in prima persona

Un motore grafico per sparatutto in prima persona è un particolare motore grafico utilizzato per simulare un ambiente tridimensionale nei videogiochi sparatutto in prima persona.
Ciò permette al giocatore di muoversi nell'ambiente di gioco con il punto di vista del personaggio.

## Cronologia

### 1970 e 1980: Primi motori grafici
Questi motori grafici sono molto primitivi e utilizzavano una grafica vettoriale molto semplificata per le limitazioni tecniche delle macchine.
- Maze War (1973)
- Spasim (1974)
- Battlezone (1980)
- MIDI Maze (1987)
- Driller (1987) Freescape engine
  - Dark Side (1988)
  - Total Eclipse (1988)
  - Castle Master (1990)
  - Castle Master II: The Crypt (1990)
  - The Sphinx Jinx (1991)
  - 3D Construction Kit (1991)
  - 3D Construction Kit II (1992)

### Inizio 1990: Aggiunta delle texture
Questi motori grafici si differenziano dai precedenti per l'utilizzo di texture applicate sui poligoni, al fine di migliorare la resa grafica. L'esecuzione e il rendering delle scene viene demandato integralmente al processore del computer. I motori grafici permettono solo un movimento parziale, dato che non implementano una gestione realmente tridimensionale degli ambienti simulati.
- Hovertank 3D (1991)
- Catacomb 3D (1991)
- Wolfenstein 3D (1992) Wolfenstein 3D engine
  - Spear of Destiny (1992)
  - Blake Stone: Aliens of Gold (1993)
    - Blake Stone: Planet Strike (1994)

  - Rise of the Triad (1994)
- Ultima Underworld (1992) Underworld Engine
  - System Shock (1994)
- Ken's Labyrinth (1993)
- Doom (1993) Doom Engine
  - Shadowcaster (1993) (versione preliminare)
  - Heretic (1994)
    - Hexen (1995)

  - Strife (1996)
- Marathon (1994)
  - Marathon 2: Durandal (1995) Marathon 2 Engine
    - Damage Incorporated (1997)

  - Marathon Infinity (1996)
- Star Wars: Dark Forces (1995) Jedi Engine
  - Outlaws (1997)
- Duke Nukem 3D (1996) Build Engine
  - Blood (1997)
  - Shadow Warrior (1997)
- The Terminator: Future Shock (1995) XnGine
  - SkyNET (1996)

### Fine 1990: Avvento dei modelli tridimensionali
Questa generazione di motori grafici implementano una gestione più sofisticata dei mondi tridimensionali permettendo al giocatore di esplorare l'ambiente con tutte le visuali possibili. Questi motori fanno un utilizzo ampio di texture e iniziano a gestire le accelerazioni tridimensionale delle schede grafiche che appaiono sul mercato. Lo sviluppo dei motori grafici inizia a diventare molto oneroso per le società e quindi alcune aziende acquistano in licenza il motore grafico di altre ditte per i loro giochi.
- Descent (1995)
  - Descent II (1996)
  - Descent³ (1999) Fusion engine
- Quake (1996) Quake engine
  - Hexen II (1997)
  - Half-Life (1998) GoldSrc
    - Counter-Strike (2000)
    - 007: Nightfire (2002)
    - Day of Defeat (2003)
- GoldenEye 007 (1997) GoldenEye 007 engine
  - Perfect Dark (2000)
- Quake II (1997) id Tech 2
  - Heretic II (1998)
  - Sin (1998)
  - Soldier of Fortune (2000)
  - Daikatana (2000)
  - Anachronox (2001)
- Shogo: Mobile Armor Division (1998) Lithtech 1.0
  - Blood II: The Chosen (1998)
- Unreal (1998) Unreal Engine
  - Unreal Tournament (1999)
  - Deus Ex (2000)
  - Clive Barker's Undying (2001)
- Thief: The Dark Project (1998) Dark engine
  - System Shock 2 (1999)
  - Thief II: The Metal Age (2000)
- Starsiege: Tribes (1998)
  - Tribes 2 (2001) Torque Game Engine
- Quake III Arena (1999) id Tech 3
  - Return to Castle Wolfenstein (2001)
  - Soldier of Fortune II: Double Helix (2002)
  - Star Trek: Voyager Elite Force (2000)
    - Star Trek: Elite Force II (2003)

  - Star Wars Jedi Knight II: Jedi Outcast (2002)
    - Star Wars Jedi Knight: Jedi Academy (2003)

  - Medal of Honor: Allied Assault (2002)
  - Call of Duty (2003)
- The Operative: No One Lives Forever (2000) Lithtech Talon
  - Alien vs. Predator 2 (2001)

### Inizio 2000: Più poligoni e maggiori dettagli
Le nuove schede grafiche permettono ai motori grafici di gestire molti più poligoni e di implementare alcuni effetti di luce, effetti particellari (fumo, acqua, etc), e iniziano a gestire anche la fisica di alcuni elementi. I giocatori possono utilizzare veicoli e percorrere ampie ambientazioni. Il costo sempre maggiore dello sviluppo dei motori grafici riduce le società disposte a investire ingenti risorse nel loro sviluppo a incrementa il numero di società che ne acquistano in licenza uno prodotto da terzi.
- Codename Eagle (2000) Refractor Engine
  - Battlefield 1942 (2002) Refractor 2
    - Battlefield Vietnam (2004)
    - Battlefield 2 (2005)
    - Battlefield 2142 (2006)
- Serious Sam: The First Encounter (2001) Serious Engine
  - Serious Sam: The Second Encounter (2002)
- Halo: Combat Evolved (2001) Halo Engine
- Command & Conquer: Renegade (2002) Strategy Action Game Engine
- Mafia (2002) LS3D engine
  - Vietcong (2003)
  - Hidden & Dangerous 2 (2004)
- Unreal Tournament 2003 (2002) Unreal Engine 2.0
  - Unreal II: The Awakening (2002)
  - Tom Clancy's Rainbow Six 3: Raven Shield (2003)
- No One Lives Forever 2 (2002) Lithtech Jupiter
  - Tron 2.0 (2003)
- Global Operations (2002) Lithtech 2.5
- Metroid Prime (2002)
  - Metroid Prime 2: Echoes (2004)
- Cube: Game and engine (2002-2005)

### 2000: Migliore gestione delle luci
I motori grafici includono gestione migliori delle luci al fine di rendere gli ambienti più realistici. I motori grafici implementano pixel shader, bump mapping, vertex shader.
- AMP2 Tech Demo (2003) AMP2 Engine
- Tribes Vengeance (2004) Unreal Engine 2.5
- Painkiller (videogioco) (2004) PAIN engine
- Far Cry (2004) CryENGINE
- Cube 2: Sauerbraten: Game e motore (2004)
- Halo 2 (2004) Halo 2 engine
  - Stubbs the Zombie in Rebel Without a Pulse (2005)
- Doom 3 (2004) id Tech 4
  - Quake 4 (2005)
  - Prey (2006)
- Half-Life 2 (2004) Source engine
  - Half-Life 2: Episode One (2006)
  - Half-Life 2: Episode Two (2007)
  - Counter-Strike: Source (2004)
  - Team Fortress 2 (2007)
  - Vampire: The Masquerade - Bloodlines (2004)
  - Day of Defeat: Source (2005)
  - Dark Messiah of Might and Magic (2006)
  - Sin Episodes - Emergence (2006)
- Serious Sam II (2005) Serious Engine II
- OGRE 3D (2005)
- Nexuiz (2005) DarkPlaces
- F.E.A.R. (2005) Lithtech Jupiter EX
- Call of Duty IW Engine
- Red Steel (2006)
- Will Rock (2003) Saber3D
  - TimeShift (2007)

### 2000: Ricerca del fotorealismo
Le schede grafiche diventano sempre più potenti e flessibili. Questo permette agli sviluppatori di concentrarsi sullo sviluppo di grafica fotorealistica. Al fine di raggiungere questi obiettivi i motori grafici includono una gestione realistica delle ombre, una gestione delle texture procedurali e una gestione di effetti ottici come la gestione della profondità di campo, motion blur e una gestione unificata delle luci al fine di ottenere ombre sfumate.
I motori includono una gestione della fisica dei materiali e degli oggetti avanzata.
- Gears of War (2006) Unreal Engine 3
  - BioShock (2007)
    - BioShock 2

  - Unreal Tournament 3 (2007)
- Crysis (2007) CryENGINE 2
  - Crysis Warhead (2008)
- Call of Duty 4: Modern Warfare (2007) IW 3.0
  - Call of Duty: World at War (2008) IW 3.0
  - Quantum of Solace (2008) IW 3.0
  - Call of Duty: Modern Warfare 2 (2009) IW 4.0
- S.T.A.L.K.E.R.: Shadow of Chernobyl (2007) X-Ray Engine 1.0
  - S.T.A.L.K.E.R.: Clear Sky (2008) X-ray Engine 1.5
  - S.T.A.L.K.E.R.: Call of Pripyat (2010) X-Ray Engine 1.6
- Far Cry 2 (2008) Dunia Engine
- Project Offset (2008) Offset Engine
- NecroVisioN (2009) PAIN Engine
- Serious Sam HD: The First Encounter (2009) Serious Engine III
- Metro 2033 (2010) 4A Engine
- Battlefield 3 (2011) Frostbite 2
- Relent: The Fallen (TBA) RelentENGINE
- Rage (2011) id Tech 5
- DOOM (2016) id Tech 6